# جانی مینروینی
جانی مینروینی (ایتالیایی: Gianni Minervini؛ ‏ ۲۶ اکتبر ۱۹۲۸ – ۴ فوریهٔ ۲۰۲۰) بازیگر و تهیه‌کننده فیلم اهل ایتالیا بود.
از فیلم‌ها یا برنامه‌های تلویزیونی که وی در آن نقش داشته‌است می‌توان به خانه‌ای با پنجره‌های خندان، گانگستر و مدیترانه اشاره کرد.